# Дамнада
Дамнада (Damhnade) — святая дева ирландская. День памяти — 13 июня.
Её упоминают в своих работах Албан Батлер (Lives of the Irish Saints, 1823), Джон О’Хэнлон (Lives of the Irish Saints, 1875) и монахи Монастыря святого Августина в Рамсгите (Book of Saints, 1921)).
Святая Дамнада, дева ирландская, почитаема в Каване (Cavan) и Фермане (Fermanagh). Некоторые отождествляют её со св. Димфной из бельгийского Геля.